# K-12
K-12 es una película musical de magia y fantasía, escrita y dirigida por la artista Melanie Martinez, que acompaña su segundo álbum musical homónimo lanzado el 6 de septiembre de 2019, coincidiendo con el estreno de la película.
Melanie Martinez aborda en su película y canciones diversas temáticas, como trastornos alimenticios, el acoso escolar, los cambios que sufren las chicas durante su adolescencia y experiencias típicas de los adolescentes como el primer amor. También aborda problemáticas sociales como el machismo, fingir estar feliz y la falta de privacidad de los artistas debido al acoso de los medios.

## Argumento
Cry Baby, una niña fuerte y sensible, es inscrita en el internado K-12 Sleepaway School, oculta debajo de hermosa fachada, encontrándose con su mejor amiga Angelita y haciendo amigas como Celeste, Magnolia y Fleur. Dentro del internado está el Director (The Principal). Este controla a los estudiantes con píldoras, pero Cry Baby hará que esto pare.  El hijo del director sigue con el plan de su padre, controlándolos a todos el día del baile de graduación.  Cry Baby cambia de cuerpo para seducirlo y lo termina encerrando en un armario. Luego de eso ella libera a los estudiantes y les dice que escapen. El hijo del director logra escapar pero Cry Baby, junto con Ben, crean una burbuja encerrando la escuela, saltan por el balcón de una de las habitaciones y esta desaparece junto con el hijo del director adentro.
Termina dando a entender de que habrá una secuela debido a su final abierto.

## Reparto
- Melanie Martinez como Cry Baby.
- Emma Harvey como Angelita.
- Megan Gage como Celeste.
- Maggie Budzyna como Kelly.
- Adrian Jurics como Chico Azul 1 (Blue Boy).
- Gergely Kiss como Chico Azul 2 (Blue Boy).
- Natalia Toth como Lucy.
- Tamas Gog como Chico Pegamento (Glue Boy).
- Robert Szaolcs como Bus Driver.
- Bence Balogh como Jason.
- Vilmos Heim como Brandon.
- Alissa Tornvinem como Chica Fantasma (Ghost Girl).
- Zinett Hendrix como Magnolia.
- Joel Francis Williams como Henry.
- Zión Moreno como Fleur.
- Zacky Agama como Thomas.
- Kate O'Donell como Ms. Harper
- Anne Wittman como Ms. Daphne
- Toby Edington como el Director (The Principal).
- Olga Kovács como Ms. Penelope.
- Scott Alexander Young como Mr. Cornwell
- Kimesha Campbell como Lilith.
- Marton Behr como Maestro de Biología (Biology Teacher).
- Balazs Csemy como Dean.
- Marsalis Wilson como Ben.
- Judith Amsenga como Enfermera (Nurse 1).
- James Jesy McKinney como Leo.
- Katie Sheridan como Lorelai.

## Música
Todas las canciones de la película fueron compuestas por Melanie Martinez y Michael Keenan:
- Wheels On the Bus
- Class Fight
- The Principal
- Show & Tell
- Nurse's Office
- Drama Club
- Strawberry Shortcake
- Lunchbox Friends
- Orange Juice
- Detention
- Teacher's Pet
- High School Sweethearts
- Recess

Dentro de esta lista, se incorpora la película. En los créditos se escucha la canción Fire Drill que al principio sería un Bonus Track para la versión Deluxe del álbum "K-12". En cambio, de la canción "Piggyback" (publicada en Soundcloud en 2017) al final, la canción fue descartada de la versión deluxe y se publicó como single en el canal oficial de Melanie Martinez.

## Lanzamiento
La película tuvo su premier el 4 de septiembre de 2019 en Nueva York.
El lanzamiento de K-12 estaba previsto para el 6 de septiembre de 2019 en Youtube pero fue filtrado el mismo día de la premier en la madrugada. Se temía que se terminara filtrando la película ya que no tendría acogida si se lo hacía. Los seguidores de la cantante decidieron no reproducir el álbum filtrado hasta la fecha verdadera de su lanzamiento. El 6 de septiembre, los cines más llenos fueron los de Reino Unido. Melanie, agradecida de la acogida que tuvo su película, publicó un video en Facebook agradeciendo por todo el amor que ha estado recibiendo.